# PUBG Global Championship
Die PUBG Global Championship (PGC) ist ein alljährlich stattfindendes E-Sport-Turnier, das von der PUBG Corporation – dem Spieleentwickler von PUBG: Battlegrounds – veranstaltet wird. PUBG: Battlegrounds ist ein Computerspiel aus dem Battle-Royale-Genre, in dem üblicherweise 16 bis 20 Teams, bestehend aus je vier Spielern, auf einem Server gegeneinander antreten.

## Geschichte
Die erste PUBG Global Championship fand im November 2019 in Kalifornien statt. Den ersten Platz belegte das südkoreanische Team Gen.G Esports, das somit 2 Millionen US-Dollar gewann (die Hälfte des Gesamtpreisgelds). Das einzige deutsche Team G2 Esports belegte den 32. und letzten Platz.
2020 konnte aufgrund der COVID-19-Pandemie keine Austragung des Turniers stattfinden. Stattdessen fand im Frühjahr 2021 das PUBG Global Invitational.S statt, das mit über 7 Millionen US-Dollar Gesamtpreisgeld das bisher höchstdotierte Turnier der PUBG-Geschichte ist. Ende des Jahres 2021 fand wieder regulär die Global Championship statt. NewHappy aus der Volksrepublik China gewannen das im südkoreanischen Incheon ausgetragene Event. Das Preisgeld wurde per Crowdfunding von zwei Millionen auf über vier Millionen US-Dollar gesteigert.
In den Jahren 2022 und 2023 landeten kurioserweise die gleichen Teams auf Platz zwei (17 Gaming aus der VR China) und drei (Twisted Minds mit einem russisch-ukrainischen Team). Titelträger 2022 wurde Natus Vincere und 2023 das südkoreanische Team Danawa e-sports. Dem Spieler Park Jung-young (Nickname: Loki) gelang es dabei 2023 als erstem Spieler, das Turnier zwei Mal zu gewinnen. Mit Acend schaffte es ein Team aus dem deutschsprachigen Raum 2023 auf Platz 17.

## Übersicht
| Jahr                                                 | Austragungsort(e)                                                       | Preisgeld         | Anzahl Teilnehmer | 1. Platz        | 2. Platz  | 3. Platz       | 4. Platz        |
| ---------------------------------------------------- | ----------------------------------------------------------------------- | ----------------- | ----------------- | --------------- | --------- | -------------- | --------------- |
| 2019                                                 | Oakland Arena, Oakland (Finale) OGN Super Arena, Los Angeles (Vorrunde) | 4.000.000 $       | 32                | Gen.G Esports   | FaZe Clan | Four Angry Men | OGN Entus Force |
| 2020 keine Austragung aufgrund der COVID-19-Pandemie |                                                                         |                   |                   |                 |           |                |                 |
| 2021                                                 | Paradise Plaza, Incheon                                                 | 4.412.928 $       | 32                | NewHappy        | Heroic    | Virtus.pro     | TSM             |
| 2022                                                 | Dubai Exhibition Centre, Dubai                                          | 3.358.442 $       | 32                | Natus Vincere   | 17 Gaming | Twisted Minds  | eUnited         |
| 2023                                                 | Central Ladprao, Bangkok                                                | ~2.350.000 $      | 32                | Danawa e-sports | 17 Gaming | Twisted Minds  | Petrichor Road  |
| 2024                                                 | Kuala Lumpur                                                            | mind. 1.500.000 $ | 24                | The Expendables | TSM       | Freecs         | Virtus.pro      |